# 笨拙雜誌
笨拙雜誌（Punch, or The London Charivari）是一本英国幽默讽刺周刊，由亨利·梅修和木刻家埃比尼泽·兰德尔斯于1841年创办。自1850年起，约翰·坦尼尔担任该杂志的首席漫画艺术家，而且一幹就是50多年。
20世纪40年代，該雜誌发行量达到顶峰后，便进入长期衰退，并于1992年停刊。 1996年复刊，但2002年再次停刊。